# ر. دانیل الیواو

شخصیتِ دنیل اُلیواو بر رویِ جلدِ خورشیدِ برهنه.

ر. دَنیِل اُلیوآو (انگلیسی: R. Daneel Olivaw) نامِ یک ربات انسان‌نما در داستان‌های آیزاک آسیموف است. «ر» در آغازِ نامِ ر. دَنیِل اُلیوآو، کوتاه‌شدهٔ واژهٔ رُبات است که برای نشان‌شدن و تشخیصِ وی از انسان‌ها از سویِ سازندگانش بر رویِ وی گذاشته شده است. این شخصیت، نقشی اساسی در داستان و در راستایِ سرنوشتِ نیکِ بشر بازی می‌کند.
او توسط دکتر فاستولف که یک فضایی بود،خلق شد.او نخست همکار الیجا بیلی بود و با کمک او مسئله ها را حل می کرد.
دویست سال پس از مرگ الیجا،قدرت تله پاتیک را از جسیکارد را گرفت و نگهبان کهکشان شد.
در زمان هری سلدون/،برای نجات امپراتوری کهکشان اتو دمرزل نخست وزیر کلئون اول شد.بین سال های ۱۲،۰۱۰-۱۲،۰۱۸ دوران کهکشانی.
پس از آن تمام استاد مربوط به زمین را پاک کرده و به ماه قمر زنی رفت و بنیاد گایا را تاسیس کرد.